# Brossette interdentaire

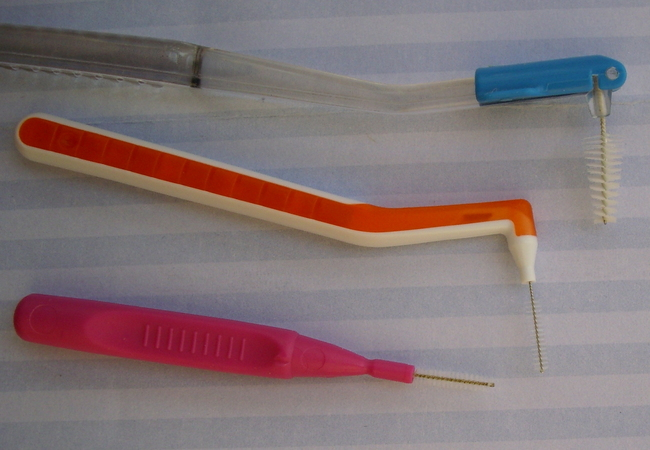
Quelques brossettes interdentaires

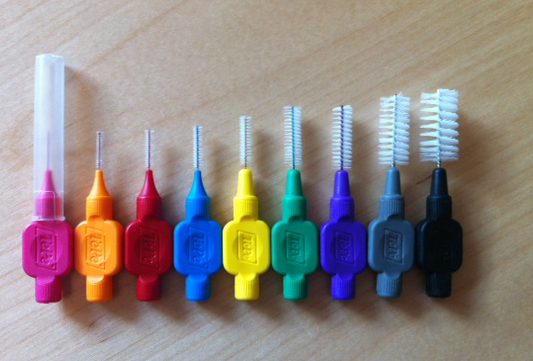
Brossettes interdentaires TePe, avec codage couleur selon ISO 16409.

Une brossette interdentaire est un type de brosse à dents, dont le rôle est de nettoyer l'espace entre deux dents (« zone inter-proximale »). Si l'interstice entre deux dents est insuffisant, on peut se rabattre sur le fil dentaire.

## Description
Ces brossettes sont utiles à une bonne hygiène bucco-dentaire. La brosse à dents ne peut pas passer au niveau de la zone entre les dents. Cette zone est donc exposée aux pathologies habituelles : caries et maladies parodontales (gingivites et parodontites).
Il existe des brossettes de différentes tailles et formes (coniques ou cylindriques). Elles peuvent ainsi être adaptées à chaque patient.
Le nettoyage doit être quotidien. Il ne faut pas forcer, ce qui risquerait de blesser la papille interdentaire (la gencive située entre les deux dents).

## Codage ISO
La norme ISO 16409 classe les brossettes interdentaires comme suit : 
| Couleur | Dimension de la brosse | Dimension du filament | Diamètre du trou de passage (PHD) |
| ------- | ---------------------- | --------------------- | --------------------------------- |
| Rose    | 0                      | 0.4 mm                | ≤ 0.6 mm                          |
| Orange  | 1                      | 0.45 mm               | 0.7 mm-0.8 mm                     |
| Rouge   | 2                      | 0.5 mm                | 0.9 mm-1.0 mm                     |
| Bleu    | 3                      | 0.6 mm                | 1.1 mm-1.2 mm                     |
| Jaune   | 4                      | 0.7 mm                | 1.3 mm-1.5 mm                     |
| Vert    | 5                      | 0.8 mm                | 1.6 mm-1.8 mm                     |
| Violet  | 6                      | 1.1 mm                | 1.9 mm-2.3 mm                     |
| Gris    | 7                      | 1.3 mm                | 2.4 mm-2.8 mm                     |
| Noir    | 8                      | 1.5 mm                | ≥ 2.8 mm                          |